# Pithecellobium tenue
Pithecellobium tenue là một loài thực vật có hoa trong họ Đậu. Loài này được Craib miêu tả khoa học đầu tiên.